# Contramarcha
En general se llama contramarcha a toda operación, movimiento o maniobra en que un cuerpo de tropas en marcha toma una dirección contraria a la que llevaba, es decir, vuelve el frente hacia donde tenía la espalda. 
Se comprende fácilmente la diferencia entre contramarcha y retirada: ésta es impuesta por los sucesos y la otra suele ser voluntaria. La contramarcha en estrategia puede envolver un retroceso momentáneo y estratégico, un ardid frecuente para desorientar al anemigo y obligarle a cambiar sus disposiciones, desguarneciendo el punto clave o decisivo. En táctica elemental este punto de las contramarchas era espinoso cuando se respetaba la inversión. El temor de que la cola fuese cabeza o la izquierda, derecha preocupaba de tal modo, que, consultando los antiguos reglamentos se admira el ingenio malgastado en vencer las dificultades. Entre los cinco o seis modos que se conocían de contramarcha, aquel en que las divisiones de la columna se enroscaban de dos en dos, como culebras, era muy celebrado por lo vistoso, y en efecto tenía mucho de coreográfico. 